# Rectoral (Lugo)
Rectoral (llamada oficialmente A Rectoral) es un caserío español actualmente despoblado, que forma parte de la parroquia de Bascós, del municipio de Monforte de Lemos, en la provincia de Lugo, Galicia.

## Localización
Se encuentra a una altitud de 364 metros sobre el nivel del mar, al norte de la carretera N-120. En este caserío se encuentran la iglesia parroquial de San Martiño y el cementerio.